# Wolfgang Steidle
Wolfgang Emanuel Steidle (* 17. März 1903 in München; † 29. März 1977 in Hamburg) war ein deutscher Diplomingenieur für Elektrotechnik und Geschäftsführer der Deutschen Betriebsgesellschaft für Drahtlose Telegrafie.

## Leben
Steidle war Sohn des Diplomingenieurs und Honorarprofessors Hans Carl Steidle und der Maria Helene Steidle. Nach dem Abitur studierte er Elektrotechnik an der Technischen Hochschule München und schloss als Diplom-Ingenieur ab. Nach einer Assistententätigkeit bei seinem Vater an der Technischen Hochschule in München war er bei der Siemens & Halske AG in Berlin und München in leitender Stellung tätig und seit 1954 Geschäftsführer der Deutschen Betriebsgesellschaft für Drahtlose Telegrafie (DEBEG) in Hamburg.
Steidle war verheiratet und hatte eine Tochter und einen Sohn.

## Ehrungen
- 1969 Großes Verdienstkreuz der Bundesrepublik Deutschland